# Réalisations urbaines du Second Empire à Paris
Pour un article plus général, voir Transformations de Paris sous le Second Empire.
Cet article propose une liste des opérations d'urbanismes réalisées sous le Second Empire. Certaines de ces réalisations, planifiées par le préfet Haussmann et son administration, ne seront terminées que sous la Troisième République. 
Pour une présentation des travaux haussmanniens dans leur ensemble, voyez l'article principal : Transformations de Paris sous le Second Empire.
Code couleur : Selon l'année de prise du décret de percement ou d'alignement (ou du commencement des travaux en cas de différence importante). Caractères de couleur jaune en cas de voie préexistante faisant l’objet uniquement d’un alignement ou d’un élargissement.
(1854) : Année de la prise de décret pour le percement ou l'alignement
(1854-1858) : Année de la prise de décret et année de la fin des travaux si elle est connue
(1857/1866) : Année de la prise de décret et année du commencement des travaux en cas de différence importante
(1859, puis 1902) : Années des prises de décret pour des travaux différés d'alignement
Le plan figure les percements ou alignements de voies commencés sous le Second Empire et sous la Troisième République ainsi que les autres réalisations urbaines commencées ou achevées sous le Second Empire uniquement.

## Places et bâtiments publics
- l’île de la Cité est réaménagée. Seule la partie place Dauphine et le quartier situé entre Notre-Dame de Paris et le quai aux Fleurs sont conservés. En dehors des monuments historiques tels que Notre-Dame, la Sainte-Chapelle, la Conciergerie, le reste de l’île est rasé et remplacé par des équipements publics comme le nouvel Hôtel-Dieu, le Tribunal de Commerce, la caserne de la Cité qui deviendra la Préfecture de Police, ainsi que la partie occidentale du palais de Justice ou des espaces libres comme le parvis de Notre-Dame et les jardins. Tous les ponts actuels sont construits, reconstruits ou, dans le cas du pont Neuf, transformés de manière importante.
  - 1.1 : Palais de Justice. Travaux commencés sous Louis-Philippe, presque achevés à la chute de Napoléon III, avant la destruction dans un incendie lors de la Commune.
  - 1.2 : Tribunal de commerce. Il est construit de telle manière que sa coupole soit dans l’axe précis du nouveau boulevard de Sébastopol, afin de le fermer au sud, la perspective étant fermée au nord par la nouvelle gare de l'Est. Le projet, confié à Antoine-Nicolas Bailly, est achevé en 1864.
  - 1.3 : Hôpital de l’Hôtel-Dieu, reconstruit dans le périmètre réaménagé de la Cathédrale Notre-Dame, entre 1866 et 1878, par Arthur-Stanislas Diet.
  - 1.4 : Préfecture de police, construit entre 1863 et 1867, par Pierre-Victor Calliat.
- 1.5 : Le Jeu de paume (1861).
- 1.6 : Galerie de l’Orangerie (1853) par Firmin Bourgeois puis Louis Visconti.
- 1.7 : Aile nord du palais du Louvre (le long de la rue de Rivoli) ébauchée sous Napoléon Ier, achevée en 1855, sous la direction de Louis Visconti et Hector-Martin Lefuel.
- 1.8 : Place du Louvre, aménagée en 1853-1854. La place est agrandie, encadrée à l’est par deux immeubles côté nord et côté sud, à l’architecture homogène avec arcatures en plein cintre, rappelant celle de la rue de Rivoli en construction.
- 1.9 : Mairie du 1er arrondissement (1858-1860), par Jacques Hittorff. Elle est construite au flanc de l’église Saint-Germain-l’Auxerrois. À la suite des travaux de la place du Louvre, cette église du XVe siècle se trouve isolée et de biais face à la colonnade du Louvre. Elle échappe cependant à une destruction programmée : Haussmann, de confession protestante, ne souhaite pas voir disparaître l’église dont les cloches ont donné le signal du massacre de la Saint-Barthélemy. Le préfet de la Seine fait alors édifier la mairie du 1er arrondissement, ainsi que le beffroi, construit par Théodore Ballu en 1858, qui sépare les deux édifices, redonnant à la fois de la consistance à la place et rétablissant l’harmonie géométrique, en refermant l’angle que l’église formait avec la colonnade du Louvre.
- 1.10 : Place Joachim-du-Bellay (usuellement, « square des Innocents ») (1856-1860). La fontaine des Innocents, réalisée en 1549, a été déplacée à cette occasion.
- 1.11 : Aménagement des Halles. Les rues du Pont-Neuf et des Halles sont percées pour mieux desservir le « ventre de Paris ». Victor Baltard voit son premier projet refusé par Napoléon III, alors même que les travaux ont commencé : ce dernier préfère des charpentes métalliques, sur le modèle de la nouvelle gare Saint-Lazare d’Alfred Armand. Après une seconde consultation et grâce à l’appui de Haussmann, le second projet de Baltard est retenu, sous la forme de dix pavillons (construits entre 1856 et 1870, portés à douze en 1936) faits de fer, de verre et de fonte, matériaux du modernisme à l’époque. De 1971 à 1973, les pavillons sont détruits pour laisser place à un jardin et à un complexe commercial et de transport, le forum des Halles. Deux pavillons subsistent à Nogent-sur-Marne (servant de salle de spectacles) et dans un parc de Yokohama, au Japon (seulement une partie de la structure).
- 1.12 : Place du Châtelet, réaménagée en 1858. Elle est bordée par le théâtre du Châtelet (1860-1862), de Gabriel Davioud, sur le flanc ouest et le théâtre lyrique (théâtre de la Ville) (1860-1862), du même architecte, sur le flanc est. La fontaine du Palmier, de 1806, est déplacée à cette occasion et un bassin inférieur, toujours de Davioud, lui est ajouté.
- 3.1 : Mairie du 3e arrondissement (1864-1867), par Pierre-Victor Calliat et Eugène-Alexandre Chat.
- 4.1 : Mairie du 4e arrondissement (achevé en 1868), par Antoine-Nicolas Bailly.
- 4.2 : Place de l'Hôtel-de-Ville (jusqu’alors place de Grève). Elle est agrandie et réaménagée en 1853. Elle est desservie par la nouvelle avenue Victoria (1855), dessinée dans la perspective de l’hôtel de ville.
- 5.1 : Place Saint-Michel, créée à l’occasion du percement du boulevard du même nom, en 1855. La fontaine Saint-Michel est édifiée en 1860 par Gabriel Davioud, dans la perspective du boulevard du Palais.
- 7.1 : Mairie du 7e arrondissement (achevé en 1862), par Joseph Uchard.
- 8.1 : Place de la Concorde. Dessinée sous Louis XV par Ange-Jacques Gabriel, elle est remaniée par Jacques Hittorff sous la monarchie de Juillet entre 1834 et 1840 : il y ajoute statues, terre-pleins, l’obélisque de Louxor et les deux fontaines des Mers et des Fleuves. En 1854, dans la perspective de la prochaine exposition universelle, il est nécessaire pour des raisons de sécurité de combler les fossés encadrant la place depuis Gabriel. Ce projet est également confié par l’empereur à Hittorff, malgré les rapports conflictuels que ce dernier entretient avec Haussmann.
- 8.2 : Place de l’Étoile. Sa conception est due directement à Haussmann, qui va plus loin que le projet initial de l’empereur ne comportant que trois avenues latérales (Foch, Kléber et Friedland). Haussmann imagine une étoile à douze branches rayonnantes à partir d’une vaste place de 240 mètres de diamètre sur laquelle trône l’arc de triomphe (construit entre 1808 et 1835). Les constructions qui la borderont répondent à des critères d’homogénéité. Les travaux ont lieu en 1854.
- 8.4 : Place de l’Europe. Entièrement refaite en 1863 sur un viaduc, à la suite de l’élargissement des voies de chemin de fer se rendant à la gare Saint-Lazare.
- 9.1 : Opéra Garnier. Le jeune Charles Garnier est désigné à l’issue d’un concours rassemblant cent soixante et onze participants pour construire cet opéra dans le « style Napoléon III », selon les mots de l’architecte. La construction s’étend de 1861 à 1875, avec cependant une inauguration provisoire qui a lieu en 1867.
- 11.1 : Place de la République (place du Château-d’Eau). Elle est remodelée en 1857 à l’occasion du percement de quatre voies magistrales qui s'y abouchent : rue de Turbigo, boulevard de Magenta, boulevard du Prince-Eugène et boulevard des Amandiers. La place est largement agrandie, en forme de quadrilatère. La caserne Vérines (caserne du Prince-Eugène) est édifiée en 1854, bordant la partie nord-ouest de la place, remplaçant le diorama de Louis Daguerre. La fontaine du Château d’eau, qui trônait sur la place depuis 1811 est jugée insuffisante pour la nouvelle place et déplacée en 1867 à l’entrée de la grande halle de la Villette où elle se situe encore aujourd’hui. Gabriel Davioud fait alors édifier une nouvelle fontaine, toujours ornée de lions, qui sera finalement déplacée en 1889 place Daumesnil. C'est à cette date qu'est construit le Monument à la République, tel que nous le connaissons aujourd’hui.
- 11.2 : Place Léon-Blum appelée précédemment place du Prince-Eugène jusqu’en 1870, puis place Voltaire jusqu’en 1957. Inaugurée en 1857.
- 11.3 : Mairie du 11e arrondissement (1862-1865), par Étienne-François Gancel.
- 11.4 : Canal Saint-Martin : il est recouvert le long du boulevard Richard-Lenoir et abaissé de six mètres pour le faire passer sous le nouveau boulevard du Prince-Eugène, alors en construction.
- 11.5 : Cirque Napoléon devenu aujourd'hui le Cirque d'Hiver. Construit en 1852 par Jacques Hittorff.
- 12.2 : Fondation Eugène-Napoléon. Bâtiment édifié en 1856 par la volonté de l’impératrice Eugénie qui souhaite le dédier à l’instruction professionnelle de jeunes filles pauvres.
- 13.1 : Place Jeanne d'Arc. Ouverte en 1855 autour de la nouvelle église Notre-Dame de la Gare, elle-même édifiée dans la perspective de la nouvelle rue Jeanne-d'Arc.
- 14.1 : Hôpital Sainte-Anne ou « asile clinique », construit entre 1863 et 1867.
- 14.2 : Prison de la Santé, construite en 1867 par Joseph Auguste Émile Vaudremer.
- 14.3 : Mairie du 14e arrondissement (1852-1858), par Claude Naissant.
- 16.1 : Place du Trocadéro (place du Roi de Rome jusqu’en 1877). Elle est créée en 1869, après nivellement du sommet de la colline de Chaillot par Haussmann en 1860.
- 17.1 : Place du Maréchal-Juin (place Pereire jusqu’en 1973, du nom de célèbres banquiers ayant participé très largement aux opérations immobilières dans le cadre des rénovations du Second Empire). Elle est aménagée en 1863, accueillant six nouvelles voies.
- 20.1 : Place Gambetta (1862) et mairie du 20e arrondissement (1867-1877), par Léon Salleron.

## Les gares et les axes les reliant
La France est en pleine révolution industrielle. Le nombre de kilomètres de voies ferroviaires croît de manière exponentielle dans le pays et il faut créer des infrastructures adaptées. Des gares sont créées sous Louis-Philippe et sous le Second Empire. Face à l'afflux de voyageurs et de marchandises, de nouvelles voies urbaines aérées sont percées pour mieux desservir la ville.
- 8.3 : Gare Saint-Lazare : troisième gare, d’Alfred Armand et Eugène Flachat, achevée en 1853, extensions en 1867.
- 10.1 : Gare du Nord (1861-1865), par Jacques Hittorff.
- 12.1 : Gare de Lyon (1855, reconstruite à l’identique en 1871 à la suite d'un incendie), par François-Alexis Cendrier. Elle laisse place à une nouvelle gare beaucoup plus large et fonctionnelle en 1902 sous la direction de Marius Toudoire.
- 15.1 : Gare Montparnasse (1852), par Victor Lenoir. Détruite dans les années 1960, dans le cadre du projet immobilier de la tour Maine-Montparnasse.

Voies percées pour améliorer l'accès aux gares :
- rues du Havre et Auber (gare Saint-Lazare).
- boulevards de Strasbourg et de Magenta (gare du Nord et Gare de Paris-Est).
- rue de Châteaudun et rue de Maubeuge, qui relient la gare Saint-Lazare à la gare du Nord.
- boulevard Diderot (Gare de Lyon).
- boulevards Saint-Marcel et Arago (gare de Paris-Austerlitz).
- boulevard de Port-Royal et rue de Rennes (gare de Paris-Montparnasse, alors située à l'emplacement actuel de la tour Montparnasse). La rue de Rennes, qui devait se poursuivre jusqu'à la Seine, est restée inachevée.

## Les ponts
- P.1 : Viaduc d'Auteuil. Construit en 1863. Remplacé en 1963 par le pont du Garigliano.
- P.2 : Pont de l’Alma. Construit entre 1854 et 1856 par Gariel. Détruit et remplacé en 1970 (seul le zouave est conservé).
- P.3 : Pont des Invalides. Détruit et reconstruit en 1854.
- P.4 : Passerelle Solférino. Construit en 1861. Détruit et remplacé en 1961. Rebaptisée Passerelle Léopold-Sédar-Senghor en 2006.
- P.5 : Pont au Change. Détruit et reconstruit en 1858-1860.
- P.6 : Pont Saint-Michel. Détruit et reconstruit en 1857.
- P.7 : Pont Notre-Dame. Détruit et reconstruit en 1853. De nouveau détruit et reconstruit en 1910-1914 (arche métallique unique pour faciliter la circulation fluviale).
- P.8 : Petit-Pont. Détruit et reconstruit en 1850-1853.
- P.9 : Pont d’Arcole. Construit en 1854-1856 en remplacement d’un simple pont suspendu piéton de 1828.
- P.10 : Pont Louis-Philippe. Détruit et reconstruit en 1860-1862.
- P.11 : Pont d’Austerlitz. Détruit et reconstruit en 1854. Elargi en 1885.
- P.12 : Pont de Bercy. Construit en 1864-1865 en remplacement d’un pont suspendu de 1832. Elargi en 1904 pour accueillir le viaduc superposé de la ligne 6 du métro parisien.
- P.13 : Pont Napoléon-III (rebaptisé pont National en 1870). Construit en 1852-1853. Doublé côté amont en 1936-1944.
- (Pont de Sully) : Deux ponts de chaque côté de l’île Saint-Louis construits en 1874-1876. Le boulevard Henri-IV ne sera par ailleurs achevé que sous la IIIe République.
- (Pont des Arts) : Travaux sur le pont construit en 1804 à la suite de l'élargissement du quai de Conti en 1852. Pont détruit et reconstruit en 1981-1984.

## Les espaces verts
Bois :
- Bois de Boulogne (1852-1857). Jacques Hittorff / Louis-Sulpice Varé / Jean-Pierre Barillet-Deschamps / Adolphe Alphand. Comprend l’hippodrome de Longchamp (1855-1858), l’hippodrome d’Auteuil (1873) et le jardin d’acclimatation (1854-1860).
- Bois de Vincennes (1855-1866). Jean-Pierre Barillet-Deschamps / Adolphe Alphand. Comprend l’hippodrome de Vincennes (1863). (Le parc zoologique et le parc floral sont de création récente.)

Parcs :
- Pa.1 : Parc des Buttes-Chaumont (1864-1867). Aménagé sur d’anciennes carrières de pierre d’extraction de gypse et de pierres meulières. Adolphe Alphand / Gabriel Davioud / Eugène Belgrand / Jean-Pierre Barillet-Deschamps.
- Pa.2 : Parc Monceau (1860-1861). Adolphe Alphand / Gabriel Davioud (grilles)/ Jean-Pierre Barillet-Deschamps.
- Pa.3 : Parc Montsouris (1867-1878). Adolphe Alphand.

Jardins :
- J.1 : Jardins des Champs-Élysées (remaniés en 1859).
- J.2 : Jardins de l’avenue Foch (1854).
- J.3 : Jardin du Luxembourg. Sa configuration générale est inchangée par les travaux d’Haussmann, mais le jardin fut largement rogné par les ouvertures de la rue de Médicis et du boulevard Saint-Michel, puis en 1865 par la rue de l’Abbé-de-l’Épée (auj. rue Auguste-Comte). Grilles de Gabriel Davioud / Décoration et déplacement des fontaines Médicis et de Léna.
- J.4 : Jardin du Ranelagh (1860).

Squares :
C'est sous le Second Empire qu’ils font leur apparition dans la ville.
- S.1 : Square d’Ajaccio (1865), par Adolphe Alphand.
- S.2 : Square des Batignolles (1862), par Adolphe Alphand, assisté de Jean Darcel, Gabriel Davioud et Jean-Pierre Barillet-Deschamps.
- S.3 : Square Berlioz (1859). Entièrement rénové en 1990-1991.
- S.4 : Square Boucicaut (1870-1873).
- S.5 : Square Ferdinand-Brunot (anc. square de Montrouge) (1862), par Adolphe Alphand.
- S.6 : Square Émile-Chautemps (1858). Premier square dessiné « à la française ».
- S.7 : Square de la Chapelle (1862). Remodelé en 1986.
- S.8 : Square d'Estienne d'Orves (1865), par Adolphe Alphand.
- S.9 : Square Lamartine (1862).
- S.10 : Square Paul-Langevin (anc. square Monge) (1868).
- S.11 : Square Louis-XVI (1865).
- S.12 : Square Louvois (1859), par Gabriel Davioud et Adolphe Alphand.
- S.13 : Square Monseigneur-Maillet (1863), par Adolphe Alphand. Remodelé en 1971.
- S.14 : Square Montholon (1862-1863), par Adolphe Alphand.
- S.15 : Square de l'Observatoire (1867).
- S.16 : Square Marcel-Pagnol (1867), par Adolphe Alphand.
- S.17 : Square Saint-Vincent-de-Paul (1867)
- S.18 : Square Samuel-Rousseau (1857), par Adolphe Alphand.
- S.19 : Square Santiago-du-Chili (1865), par Adolphe Alphand.
- S.20 : Square du Temple (1857), par Adolphe Alphand.
- S.21 : Square de la tour Saint-Jacques (1856), par Adolphe Alphand. Premier square aménagé du Second Empire.

## Les lieux de culte
- C.1 : Synagogue Charles Liché (anc. synagogue de la place des Vosges) (1863).
- C.2 : Église Notre-Dame-des-Champs (1867-1876), par Léon Ginain.
- C.3 : Église Notre-Dame de Clignancourt (1859-1863), par Paul-Eugène Lequeux.
- C.4 : Église Notre-Dame-de-la-Croix de Ménilmontant (1863-1880).
- C.5 : Église Notre-Dame-de-la-Gare (1855-1859), par Claude Naissant.
- C.6 : Grande synagogue de Paris (1867-1874), par Alfred-Philibert Aldrophe.
- C.7 : Cathédrale Saint-Alexandre-Nevsky de Paris (1847-1851). Culte orthodoxe russe.
- C.8 : Église Saint-Ambroise (1863-1869), par Théodore Ballu.
- C.9 : Église Saint-Augustin (1860-1871), par Victor Baltard.
- C.10 : Église Saint-Bernard de la Chapelle (1858-1861).
- C.11 : Basilique Sainte-Clotilde (1846-1857), par François-Christian Gau, puis Théodore Ballu.
- C.12 : Temple du Saint-Esprit de Paris (1863-1865), par Victor Baltard et Théodore Ballu.
- C.13 : Église Saint-Eugène-Sainte-Cécile (1854-1855), par Louis-Auguste Boileau.
- C.14 : Église Saint-François-Xavier (1861-1894)
- C.15 : Église Saint-Honoré-d’Eylau (1855).
- C.16 : Église Saint-Ignace (1855-1858)
- C.17 : Église Saint-Jean-Baptiste de Belleville (1854-1859), par Jean-Baptiste-Antoine Lassus.
- C.18 : Église Saint-Joseph-Artisan (1865-1866)
- C.19 : Église Saint-Joseph-des-Nations (1866-1875), par Théodore Ballu.
- C.20 : Église Saint-Lambert de Vaugirard (1848-1859).
- C.21 : Église Saint-Martin-des-Champs (1854-1856), par Paul Gallois.
- C.22 : Église Saint-Pierre de Montrouge (1863-1872), par Émile Vaudremer.
- C.23 : Église Sainte-Rosalie (1867-1869).
- C.24 : Église Saint-Sulpice, dont la construction s’étale de 1646 à 1870.
- C.25 : Église de la Sainte-Trinité (1861-1867), par Théodore Ballu.